# Сельцо (Гороховецкий район)
Сельцо — деревня в Гороховецком районе Владимирской области России, входит в состав Фоминского сельского поселения.

## География
Деревня расположена в 5 км на северо-восток от центра поселения села Фоминки и в 34 км на юго-запад от Гороховца.

## История
В окладных книгах Рязанской епархии 1678 года деревня входила в состав Ростригинского прихода, в ней было 11 дворов крестьянских и 2 двора помещиковых.
В XIX — первой четверти XX века деревня входила в состав Фоминской волости Гороховецкого уезда, с 1926 года — в составе Муромского уезда. В 1859 году в деревне числилось 22 двора, в 1905 году — 40 дворов, в 1926 году — 41 двор.
С 1929 года деревня входила в состав Починкского сельсовета Фоминского района Горьковского края, с 1940 года — в составе Фоминского сельсовета, с 1944 года — в составе Владимирской области, с 1959 года — в составе Гороховецкого района, с 2005 года — в составе Фоминского сельского поселения.

## Население
| 1859 | 1905 | 1926 | 2002 | 2010 | 2021 |
| ---- | ---- | ---- | ---- | ---- | ---- |
| 161  | ↗272 | ↘197 | ↘0   | ↗2   | ↘0   |